# HD 68758
HD 68758，又名CD-29 5738，SAO 175390、HR 3230，是一颗恒星，视星等为6.52，位于銀經248.5，銀緯2.33，其B1900.0坐标为赤經8h 8m 43.1s，赤緯-29° 2.33′ 39″。